# 삼성중학교 (부산)
삼성중학교(三聖中學校)는 대한민국 부산광역시 사하구 감천동에 있는 사립 중학교이다.

## 학교 연혁
- 1954년 3월 1일 : 초대 강대석 이사장 취임
- 1954년 3월 5일 : 재단법인 삼성학관 설립인가
- 1955년 2월 28일 : 삼성중학교 설립인가(3학급)
- 1955년 4월 6일 : 개교(부산시 사하구 감천동 598번지)
- 1982년 3월 2일 : 현 교사로 이전
- 2004년 9월 4일 : 야외 휴게실 조성공사 완공
- 2005년 4월 8일 : 2005년 1학교 1특색사업지원 대상학교 선정 (흙사랑 체험학습장을 통한 친환경교육)
- 2012년 5월 11일 : 제3대 강성봉 이사장 취임
- 2018년 1월 31일 : 학교건강체력교실(튼튼해GYM) 구축
- 2021년 8월 31일 : 지능형 과학실 및 안전모델학교 구축
- 2022년 4월 7일 : 교훈, 교화 변경 [교훈] 튼튼한 몸으로 예의바르게 배움에 앞서자 → 꿈을 향한 도전, 잠재적 가능성의 발견, 함께하는 배움과 실천 [교화] 개나리 → 장미
- 2022년 8월 11일 : 책마루 도서관 환경 개선 공사 완공
- 2025년 2월 6일 : 제70회 졸업식(79명, 총 17,023명)
- 2025년 3월 1일 : 제18대 남혜경 교장 취임
- 2025년 3월 4일 : 제73회 입학식(83명)

## 참고 자료
- 삼성중학교 - 한국교육학술정보원 학교알리미